# Фогерти, Том
То́мас Ри́чард «Том» Фо́герти (англ. Thomas Richard "Tom" Fogerty; 9 ноября 1941, Беркли, Калифорния — 6 сентября 1990, Скотсдейл, Аризона) — американский музыкант, известный как ритм-гитарист группы Creedence Clearwater Revival. В 1993 году был посмертно включён в Зал славы рок-н-ролла.

## Биография и творчество

### Ранние годы. Creedence Clearwater Revival
Том Фогерти родился в Беркли, Калифорния, 9 ноября 1941 года в семье Галена Роберта Фогерти и его жены Люсиль. Вместе со своими братьями жил в Эль-Серрито (пригороде Сан-Франциско). Мать поддерживала Тома в его стремлении заниматься музыкой, и он прекрасно овладел игрой на виолончели и аккордеоне. Также он хорошо играл в футбол и имел шансы стать профессиональным футболистом, однако ещё в школьные годы получил травму ноги, в результате чего впоследствии окончательно сконцентрировался на музыке. Музыкальную карьеру начал в конце 1950-х годов в группе своего собственного брата Джона Фогерти, которая называлась Blue Velvets; в её состав, кроме братьев Фогерти, входили и другие будущие члены Creedence Clearwater Revival — Стю Кук и Дуг Клиффорд. Будучи сначала непостоянным членом группы, Том через некоторое время окончательно присоединился к ней как вокалист, после чего группа изменила название на Tommy Fogerty & the Blue Velvets. Под этим названием они в 1961—1962 гг. выпустили три сингла, которые остались незамеченными. После заключения контракта со звукозаписывающей компанией Fantasy Records и изменения названия группы на The Golliwogs роль Тома в ней значительно возросла, он начал исполнять вокальные партии вместе с Джоном Фогерти. Кроме того, в этот период они вместе записали большую часть синглов. Но в конце существования The Golliwogs стало очевидно, что Джон оказался более «жизнеспособным» автором и исполнителем песен, чем его брат Том. В 1968 году они начали реализовывать материал уже под названием Creedence Clearwater Revival. К этому времени лишь одна песня Тома Фогерти "Walk on the Water", записанная ещё в 1966-м, во времена The Golliwogs, появилась в альбоме Creedence.

### После Creedence Clearwater Revival
В начале 1971, после записи пяти пластинок и значительного количества хитовых синглов, Том Фогерти покинул коллектив и приступил к сольной карьере. В последующие годы он жаловался на то, что его вклад в Creedence Clearwater Revival остался незамеченным — как в начале существования группы, до 1966, когда Том выполнял бо́льшую часть вокальных партий, так и в период The Golliwogs, когда он вместе с Джоном Фогерти записал почти весь материал. Том Фогерти заключил соглашение с Fantasy Records уже как самостоятельный исполнитель, а после записи своего дебютного сингла "Goodbye Media Man" в 1971 г. вошёл в сотню лучших музыкантов. В 1972-м вышел его первый сольный альбом под названием Tom Fogerty, который тоже оказался одним из лучших. В 1974 году был издан альбом Zephyr National, в записи которого приняли участие и другие участники Creedence — Стю Кук и Дуг Клиффорд. Сингл из этого альбома "Joyful Resurrection" стал в своём роде «отголоском» Creedence Clearwater Revival и при этом оказался лучшей сольной записью Тома Фогерти. В 1970—1980-х Том, Стю Кук и Дуг Клиффорд отстранились от Джона Фогерти, когда последний находился в состоянии вражды с Fantasy Records. В начале 1980-х трио вновь подписало соглашение с этой компанией, а Том Фогерти ещё больше отдалился от Джона.
На протяжении 1970-х и 1980-х годов Том Фогерти продолжал записываться. В октябре 1980-го по случаю свадьбы Тома и Триши Клэппер все четверо членов Creedence объединились и впервые за десять лет выступили вместе. В последний раз бывшие члены группы выступали на встрече выпускников школы три года спустя. До конца своих дней Том Фогерти прожил в Скотсдейле, штат Аризона.

### Смерть
В 1980-х Том Фогерти перенёс операцию на спине, ему сделали переливание крови, которая не была проверена на ВИЧ. В результате он заразился этой болезнью, что впоследствии привело к возникновению СПИДа. 6 сентября 1990 года музыкант умер в больнице, причина смерти — отказ органов дыхания, возникший вследствие туберкулёза, непосредственной причиной которого стал СПИД.

## Дискография

### Альбомы в составе Creedence Clearwater Revival
- 1968 — Creedence Clearwater Revival
- 1969 — Bayou Country
- 1969 — Green River
- 1969 — Willy and the Poor Boys
- 1970 — Cosmo’s Factory
- 1970 — Pendulum

### Сольные альбомы
- 1972 — Tom Fogerty
- 1972 — Excalibur
- 1974 — Zephyr National
- 1974 — Myopia
- 1981 — Deal It Out
- 1982 — Tom Fogerty Live in California (концертная запись)
- 1992 — Sidekicks (издан посмертно)
- 1999 — The Very Best of Tom Fogerty (издан посмертно)